# C'est dans la poche... kangourou
 (mars 2019).
Si vous disposez d'ouvrages ou d'articles de référence ou si vous connaissez des sites web de qualité traitant du thème abordé ici, merci de compléter l'article en donnant les références utiles à sa vérifiabilité et en les liant à la section « Notes et références ».
Pour plus de détails, voir Fiche technique et Distribution.
C'est dans la poche… kangourou (Too Hop to Handle) est un court métrage d'animation de la série Looney Tunes réalisé par Robert McKimson et sorti en 1956. Il met en scène Sylvestre le chat, son fils et Hippety Hopper.